# Familie Potter
De familie Potter is een familie uit de Harry Potter-boeken van J.K. Rowling. De belangrijkste leden van de familie in de boeken zijn Harry, Lily en James Potter. 
In de epiloog van het laatste boek blijkt dat Harry met Ginny Wemel trouwt, en dat ze drie kinderen krijgen: James, Albus en Lily.
De familie Potter stamt af van Ignotus Prosper, een van de oorspronkelijke eigenaars van de Relieken van de Dood, de Onzichtbaarheidsmantel werd generatie op generatie aan elkaar doorgegeven en kwam zo bij James en Harry Potter terecht.

## James Sirius Potter
James Sirius Potter is het oudste kind van Harry en Ginny. Hij is geboren in 2004. Hij werd genoemd naar Harry's vader, James Potter, en diens peetvader, Sirius Zwarts. Hij wordt beschreven als een personage dat lijkt op zijn naamgenoot en zijn ooms Fred en George Wemel, door zijn grappen en gedrag.
Hij is goede vrienden met het petekind van zijn vader, Teddy Lupos, en zijn moeder vergelijkt hem met zijn oom Ron Wemel nadat hij reageert op Teddy die James' nicht, Victoire, kust. Negentien jaar nadat Heer Voldemort is verslagen, in de epiloog van deel 7, zit James in zijn derde jaar op Zweinstein.

## Albus Severus Potter
Albus Severus Potter is het tweede kind van Harry en Ginny. Hij is waarschijnlijk rond 2006 geboren, en vernoemd naar Albus Perkamentus en Severus Sneep, volgens Harry de twee beste schoolhoofden die Zweinstein ooit gekend heeft.
In 2017 gaat hij voor het eerst naar Zweinstein. Door de grappen van zijn oudere broer James Potter is hij bang dat hij in Zwadderich ingedeeld wordt, in plaats van Griffoendor, waar bijna zijn hele familie heeft gezeten. Harry stelt hem gerust dat het niet uitmaakt waar hij komt, en vertelt dat Severus Sneep uit Zwadderich kwam, en dat hij een van de moedigste mensen was die hij kende. Hij vertelt ook dat de Sorteerhoed bij het sorteren van Harry twijfelde tussen Zwadderich en Griffoendor, maar Harry in Griffoendor plaatste, omdat hij dat vroeg. Het maakt Harry helemaal niet uit in welke afdeling Albus geplaatst wordt. In Harry Potter en het Vervloekte Kind wordt Albus in Zwadderich ingedeeld, samen met zijn beste vriend Scorpius Malfidus. Hij is hiermee de eerste Potter die in Zwadderich wordt ingedeeld.
Albus is de enige van de drie kinderen van Harry Potter die de ogen van Harry Potter en zijn oma Lily Potter heeft geërfd. In het tweede deel van de verfilming van het boek Harry Potter en de Relieken van de Dood vertolkt Arthur Bowen de rol van Albus Potter.

## Lily Loena Potter
Lily Loena Potter is de enige genoemde dochter van Harry en Ginny. Ze is waarschijnlijk geboren rond 2008 en ze is de jongste van drie kinderen. Ze is vernoemd naar haar oma, Lily Potter, en naar een vriendin van haar ouders Loena Leeflang. Ze heeft rood haar, net zoals haar familie aan haar moeders kant en haar beide grootmoeders. Ze is twee jaar jonger dan haar broer Albus.
In de epiloog van Harry Potter en de Relieken van de Dood ging ze samen met haar ouders haar twee oudere broers uitzwaaien bij de Zweinsteinexpres. Haar persoonlijkheid lijkt op die van haar moeder. Toen de trein vertrok, wilde ze, net zoals haar moeder in het eerste boek, heel graag ook naar Zweinstein gaan en gebruikt daarbij bijna dezelfde woorden als haar moeder. Lily is dan negen jaar en nog te jong om naar Zweinstein te gaan. Je moet elf jaar oud zijn om naar Zweinstein te gaan.

## Stamboom familie Potter
|  |  |  |  |                 |                 |                 |                 |                 |                 |              |              |                   |                   |                   |                   |                   |                   |            |            |                |                |                |                |                |                |              |              |              |              |              |              |               |               |               |               |               |               |  |  |
|  |  |  |  |                 |                 |                 |                 |                 |                 |              |              |                   |                   |                   |                   |                   |                   |            |            |                |                |                |                |                |                |              |              |              |              |              |              |               |               |               |               |               |               |  |  |
|  |  |  |  | Fleamont Potter | Fleamont Potter | Fleamont Potter | Fleamont Potter | Fleamont Potter | Fleamont Potter |              |              | Euphemia (Potter) | Euphemia (Potter) | Euphemia (Potter) | Euphemia (Potter) | Euphemia (Potter) | Euphemia (Potter) |            |            | Charlus Potter | Charlus Potter | Charlus Potter | Charlus Potter | Charlus Potter | Charlus Potter |              |              | Dorea Zwarts | Dorea Zwarts | Dorea Zwarts | Dorea Zwarts | Dorea Zwarts  | Dorea Zwarts  |               |               |               |               |  |  |
|  |  |  |  | Fleamont Potter | Fleamont Potter | Fleamont Potter | Fleamont Potter | Fleamont Potter | Fleamont Potter |              |              | Euphemia (Potter) | Euphemia (Potter) | Euphemia (Potter) | Euphemia (Potter) | Euphemia (Potter) | Euphemia (Potter) |            |            | Charlus Potter | Charlus Potter | Charlus Potter | Charlus Potter | Charlus Potter | Charlus Potter |              |              | Dorea Zwarts | Dorea Zwarts | Dorea Zwarts | Dorea Zwarts | Dorea Zwarts  | Dorea Zwarts  |               |               |               |               |  |  |
|  |  |  |  |                 |                 |                 |                 |                 |                 |              |              |                   |                   |                   |                   |                   |                   |            |            |                |                |                |                |                |                |              |              |              |              |              |              |               |               |               |               |               |               |  |  |
|  |  |  |  |                 |                 |                 |                 | James Potter    | James Potter    | James Potter | James Potter | James Potter      | James Potter      |                   |                   | Lily Evers        | Lily Evers        | Lily Evers | Lily Evers | Lily Evers     | Lily Evers     |                |                | Arthur Wemel   | Arthur Wemel   | Arthur Wemel | Arthur Wemel | Arthur Wemel | Arthur Wemel |              |              | Molly Protser | Molly Protser | Molly Protser | Molly Protser | Molly Protser | Molly Protser |  |  |
|  |  |  |  |                 |                 |                 |                 | James Potter    | James Potter    | James Potter | James Potter | James Potter      | James Potter      |                   |                   | Lily Evers        | Lily Evers        | Lily Evers | Lily Evers | Lily Evers     | Lily Evers     |                |                | Arthur Wemel   | Arthur Wemel   | Arthur Wemel | Arthur Wemel | Arthur Wemel | Arthur Wemel |              |              | Molly Protser | Molly Protser | Molly Protser | Molly Protser | Molly Protser | Molly Protser |  |  |
|  |  |  |  |                 |                 |                 |                 |                 |                 |              |              |                   |                   |                   |                   |                   |                   |            |            |                |                |                |                |                |                |              |              |              |              |              |              |               |               |               |               |               |               |  |  |
|  |  |  |  |                 |                 |                 |                 |                 |                 |              |              | Harry Potter      | Harry Potter      | Harry Potter      | Harry Potter      | Harry Potter      | Harry Potter      |            |            |                |                |                |                |                |                |              |              | Ginny Wemel  | Ginny Wemel  | Ginny Wemel  | Ginny Wemel  | Ginny Wemel   | Ginny Wemel   |               |               |               |               |  |  |
|  |  |  |  |                 |                 |                 |                 |                 |                 |              |              | Harry Potter      | Harry Potter      | Harry Potter      | Harry Potter      | Harry Potter      | Harry Potter      |            |            |                |                |                |                |                |                |              |              | Ginny Wemel  | Ginny Wemel  | Ginny Wemel  | Ginny Wemel  | Ginny Wemel   | Ginny Wemel   |               |               |               |               |  |  |
|  |  |  |  |                 |                 |                 |                 |                 |                 |              |              |                   |                   |                   |                   |                   |                   |            |            |                |                |                |                |                |                |              |              |              |              |              |              |               |               |               |               |               |               |  |  |
|  |  |  |  |                 |                 |                 |                 |                 |                 |              |              |                   |                   |                   |                   |                   |                   |            |            |                |                |                |                |                |                |              |              |              |              |              |              |               |               |               |               |               |               |  |  |
|  |  |  |  |                 |                 |                 |                 |                 |                 |              |              | James Potter      | James Potter      | James Potter      | James Potter      | James Potter      | James Potter      |            |            | Albus Potter   | Albus Potter   | Albus Potter   | Albus Potter   | Albus Potter   | Albus Potter   |              |              | Lily Potter  | Lily Potter  | Lily Potter  | Lily Potter  | Lily Potter   | Lily Potter   |               |               |               |               |  |  |

## Referentie
- (en)  Rowling die de familieboom tekent met uitleg

1. ↑  Harry Potter and the Cursed Child review van NRC Handelsblad. Gearchiveerd op 5 juli 2022.
2. ↑  James Potter II, Al Potter, Hugo Weasley actors in Deathly Hallows epilogue revealed